# Holiare
Holiare (maďarsky Gellér, do roku 1948 Gelert) jsou obec na Slovensku v okrese Komárno. První písemná zmínka pochází z roku 1257. Žije zde 458 obyvatel. Rozloha obce činí 9,88 km².  Obec se nachází v Podunajské nížině na Žitném ostrově, sedm kilometrů jihovýchodně od Veľkého Mederu a 27 kilometrů severovýchodně od Komárna.

## Historie
První písemná zmínka o obci pochází z roku 1257, kdy byla uvedena jako Guller. Od roku 1449 byla obec rozdělena na dvě místa , a to Felsewgyeleer (později  Felsőgellér, slov. Horný Gellér)  a Alsogyeleer (později Alsógeller, slov. Dolný Gellér). V roce 1828 bylo ve Felsőgellér 39 domů a žilo zde 261 obyvatel, v Alsógeller bylo 20 domů a žilo zde 71 obyvatel. V letech 1938 až 1945 byly obě obce na základě první vídeňské arbitráže připojeny k Maďarsku. V současné podobě obec vznikla v roce 1940 sloučením obcí Dolní Gelér a Horní Gelér, do roku 1948 se jmenovala Gelér. V letech 1971-1994 byla součástí obce Bodza, ve které je také nejbližší stanice na železniční trati Bratislava–Komárno.

## Pamětihodnosti
- Reformovaný kostel z let 1783 až 1786. V roce 1841 byl přestavěn v klasicistním stylu.

## Obyvatelstvo
Podle sčítání lidu z roku 2011 žilo v Holiare 468 obyvatel, z toho 421 Maďarů a 14 Slováků. 33 obyvatel nepodalo žádné informace.